# Taxa interna de rendibilitat hipotecària
La Taxa interna de rendibilitat hipotecària o TIR-Hipotecària (acrònim: TIR-H) (en anglès: Mortgage Yield) mesura la rendibilitat d'un Valor garantit per hipoteques (Mortgage-backed security). La Taxa interna de rendibilitat hipotecària d'un Valor garantit per hipoteques és, com la TIR, la taxa de descompte a la qual el valor actual net de tots els fluxes de caixa futurs generats per l'actiu iguala el preu corrent de mercat de l'actiu -el Valor garantit per hipoteques-. La TIR-Hipotecària es fa servir bàsicament com a eina per comprar la rendibilitat dels Valors garantit per hipoteques (que conceptualment seria com un bo) respecte de la rendibilitat dels bons convencionals; aquest diferencial de rendibilitat s'anomena Z-spread.

## Fórmula
Igual que la fórmula de la TIR. Si suposem que els fluxos de caixa es generen mensualment, la TIR-hipotecària és:
{\displaystyle {\mbox{0}}=-P+\sum _{n=1}^{N}{\frac {C(t)}{(1+r/1200)^{t-1}}}}
On:
- P és el preu corrent de mercat del Valor garantit per hipoteques
- t és el període dels fluxes de caixa
- n és cada instant de pagament dels fluxes de caixa
- Ct és el flux de caixa en el moment t
- r és TIR-Hipotecària, és a dir, la taxa de descompte que iguala l'equació